# Katholieke Kerk in Montserrat

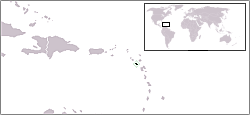
Montserrat

De Katholieke Kerk in Montserrat is een onderdeel van de wereldwijde Katholieke Kerk, onder het geestelijk leiderschap van de paus en de curie in Rome.
In 2005 waren er in Montserrat ongeveer 1.000 (8%) katholieken. Het land heeft geen eigen bisdom maar valt onder het bisdom Saint John’s-Basseterre op Saint Kitts en Nevis, dat deel uitmaakt van de kerkprovincie Castries op Saint Lucia. Bisschop van Saint John’s-Basseterre is Kenneth David Oswin Richards. Men is lid van de bisschoppenconferentie van de Antillen, president van de bisschoppenconferentie is Patrick Christopher Pinder, aartsbisschop van Nassau (Bahama's). Verder is men lid van de Consejo Episcopal Latinoamericano.
Apostolisch gedelegeerde voor de Antillen is aartsbisschop Santiago De Wit Guzmán, die tevens apostolisch nuntius is voor Antigua en Barbuda, de Bahama's, Barbados, Belize, Dominica, Grenada, Guyana, Jamaica, Saint Kitts en Nevis, Saint Lucia, Saint Vincent en de Grenadines, Suriname en Trinidad en Tobago.

## Indeling
- Aartsbisdom Castries (Saint Lucia)
  - Bisdom Saint John’s-Basseterre (Saint Kitts en Nevis)

## Nuntius
- Apostolisch delegaat voor de Antillen
  - Aartsbisschop George Joseph Caruana (22 december 1925 - 1938)
  - Aartsbisschop Luigi Conti (1 augustus 1975 - 9 februari 1980)
  - Aartsbisschop Paul Fouad Tabet (9 februari 1980 - 11 februari 1984)
  - Aartsbisschop Manuel Monteiro de Castro (16 februari 1985 - 21 augustus 1990, later kardinaal)
  - Aartsbisschop Eugenio Sbarbaro (7 februari 1991 - 26 april 2000)
  - Aartsbisschop Emil Paul Tscherrig (8 juli 2000 - 22 mei 2004)
  - Aartsbisschop Thomas Edward Gullickson (2 oktober 2004 - 21 mei 2011)
  - Aartsbisschop Nicola Girasoli (29 oktober 2011 - 16 juni 2017)
  - Aartsbisschop Fortunatus Nwachukwu (4 november 2017 - 17 december 2021)
  - Aartsbisschop Santiago De Wit Guzmán (sinds 30 juli 2022)